# 주룽 공원 수영장

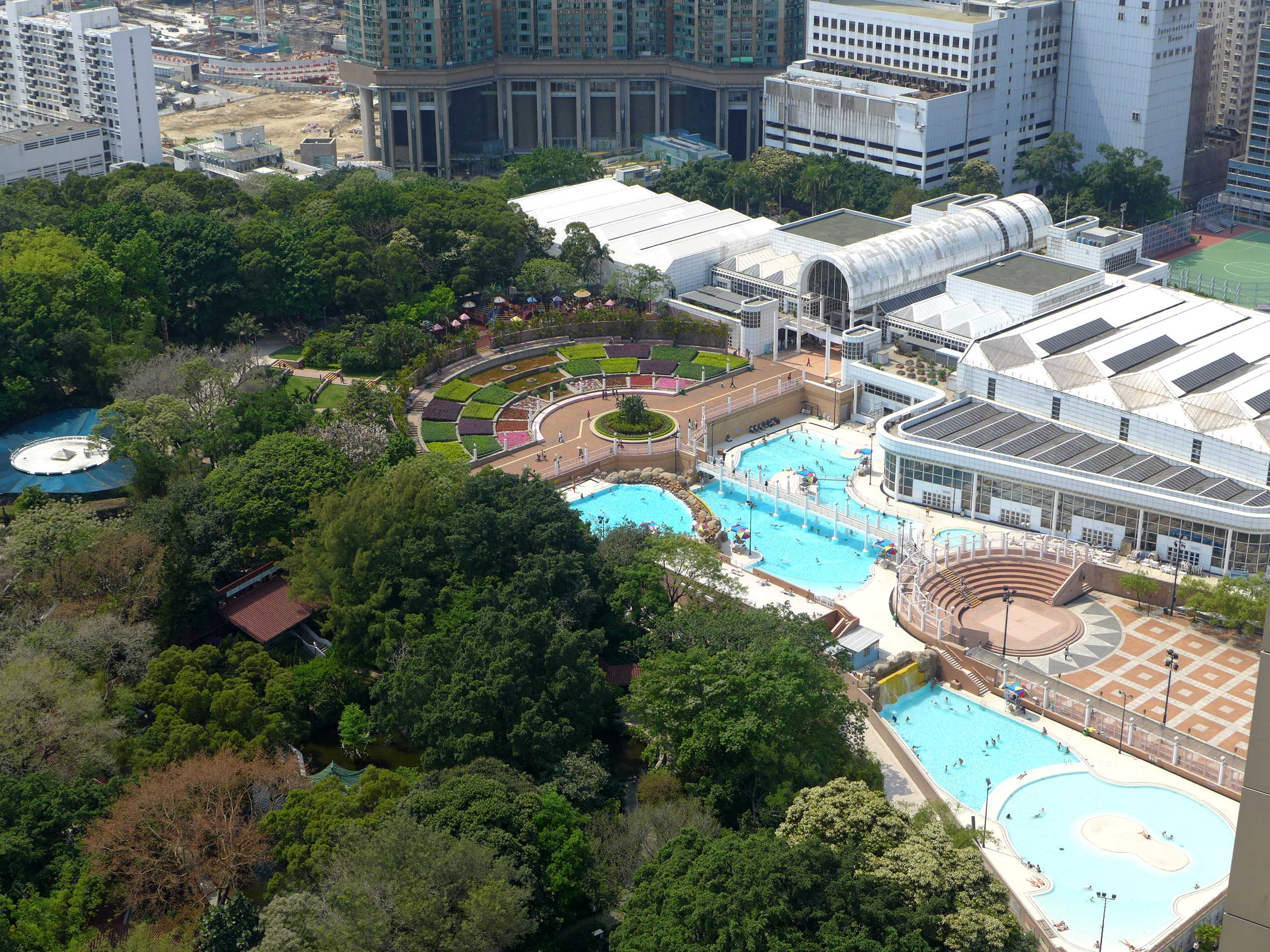
주룽 공원 수영장

주룽 공원 수영장(九龍公園游泳池)은 중화인민공화국 홍콩에 있는 공공 수영장이다. 주룽 공원에 자리잡은 이 수영장은 1989년 9월 12일에 개장했으며, 2009년 동아시아 경기 대회 수영 경기가 열렸다.